# Chiesa di San Michele (Savoca)

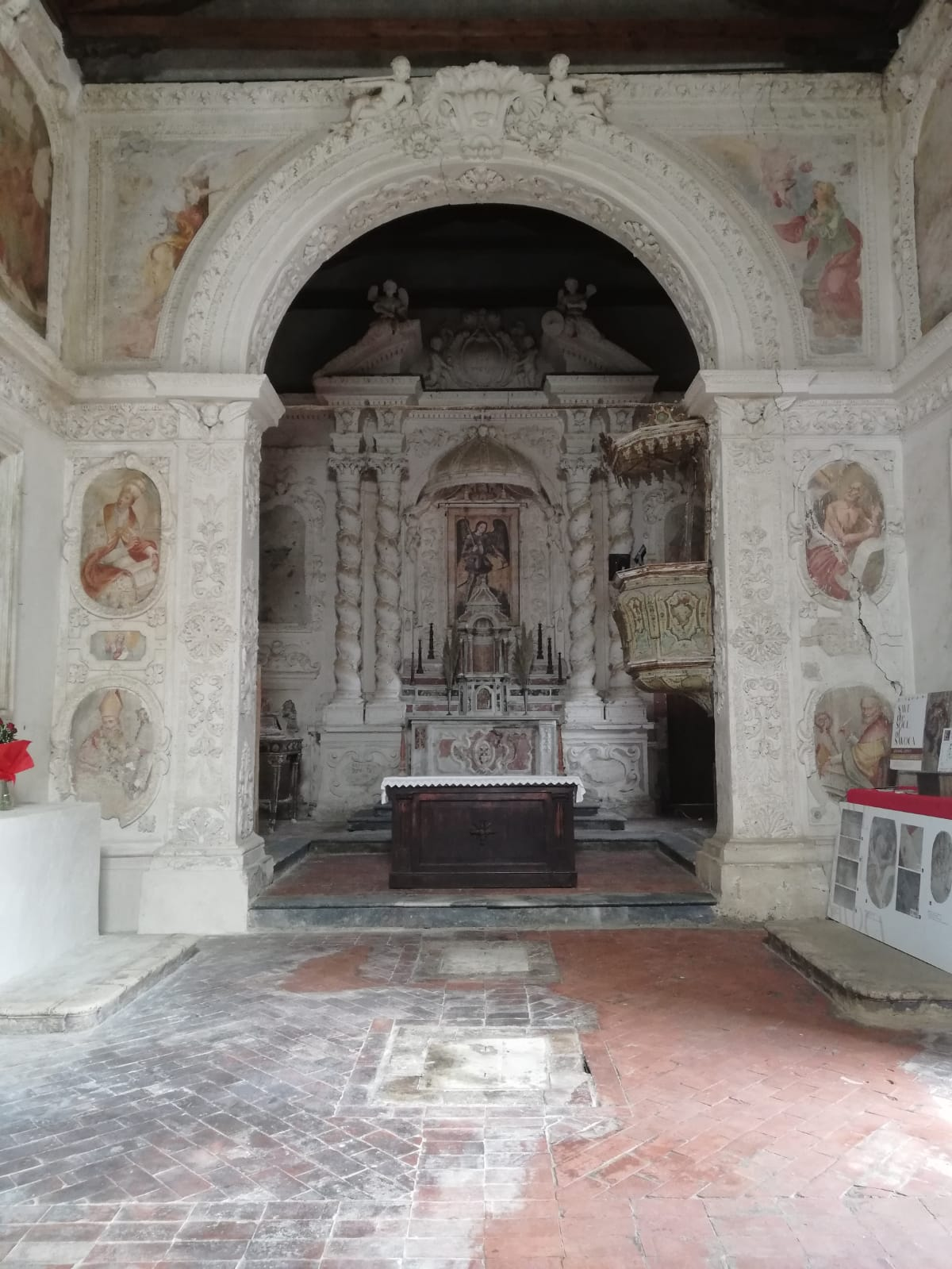
Interni della chiesa e altare barocco siciliano

La chiesa di San Michele è una chiesa di Savoca del secolo XIII.

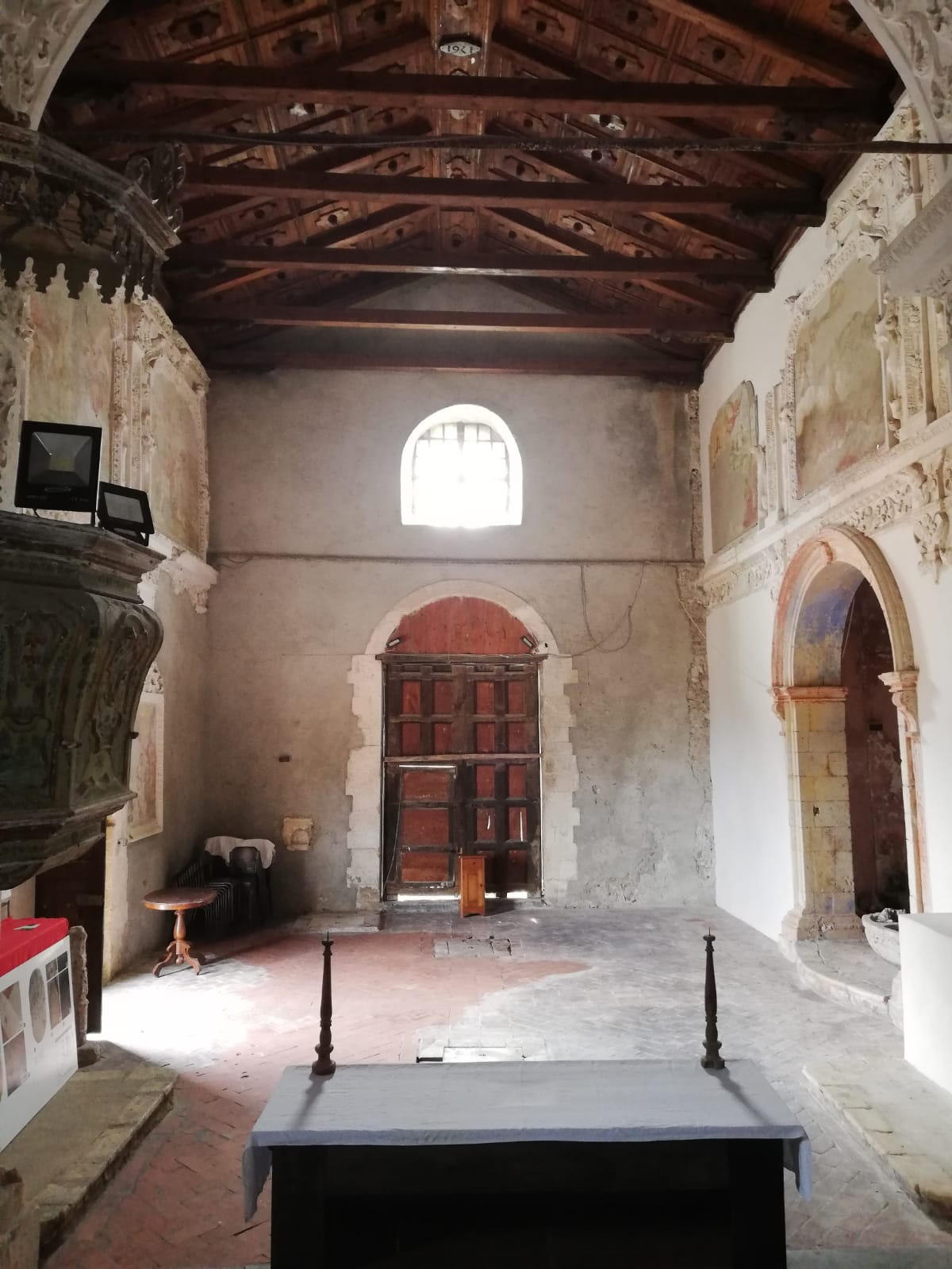
Interni affrescati e controfacciata

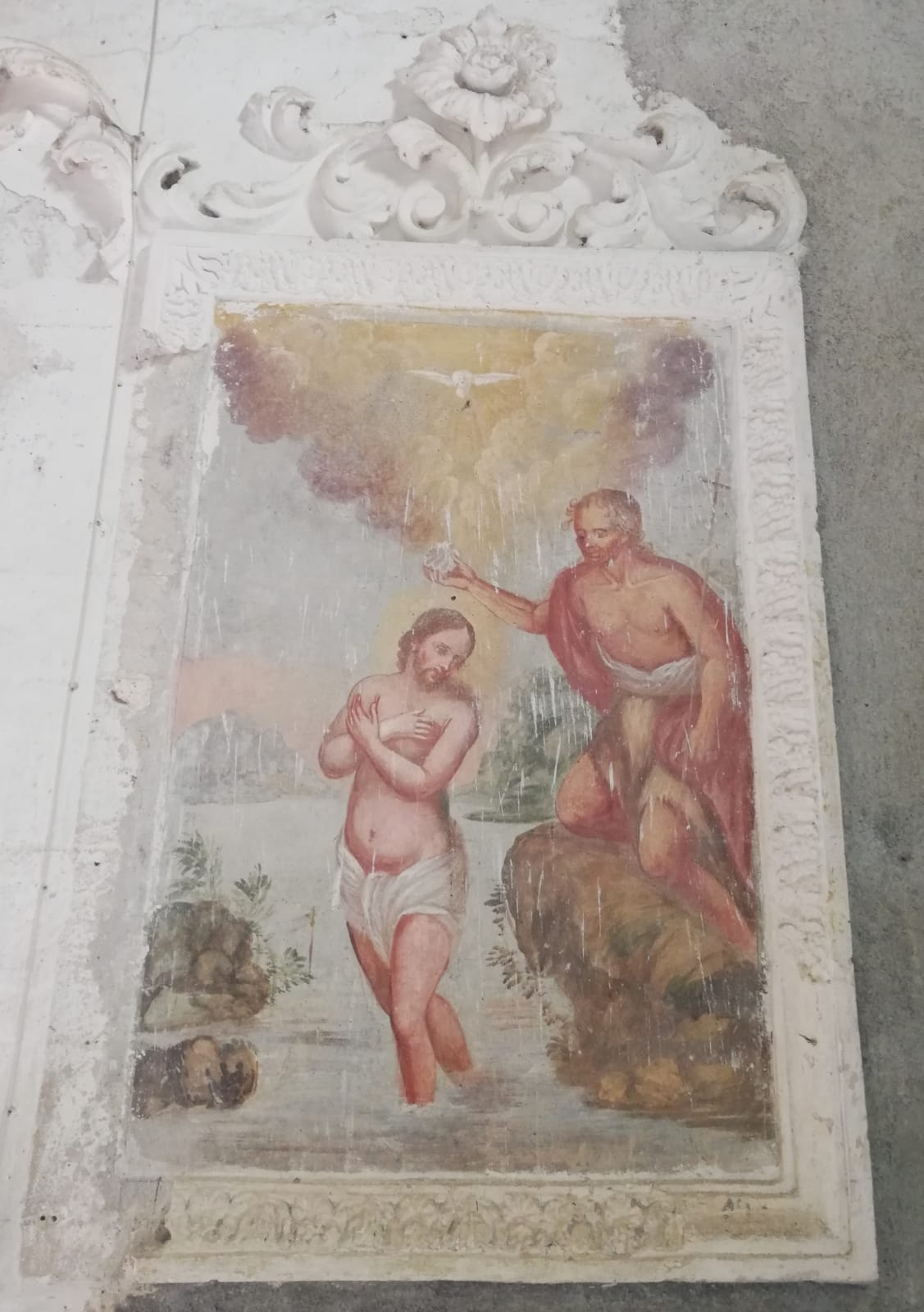
Il Battesimo di Gesù al Fiume Giordano. Affresco del 1701

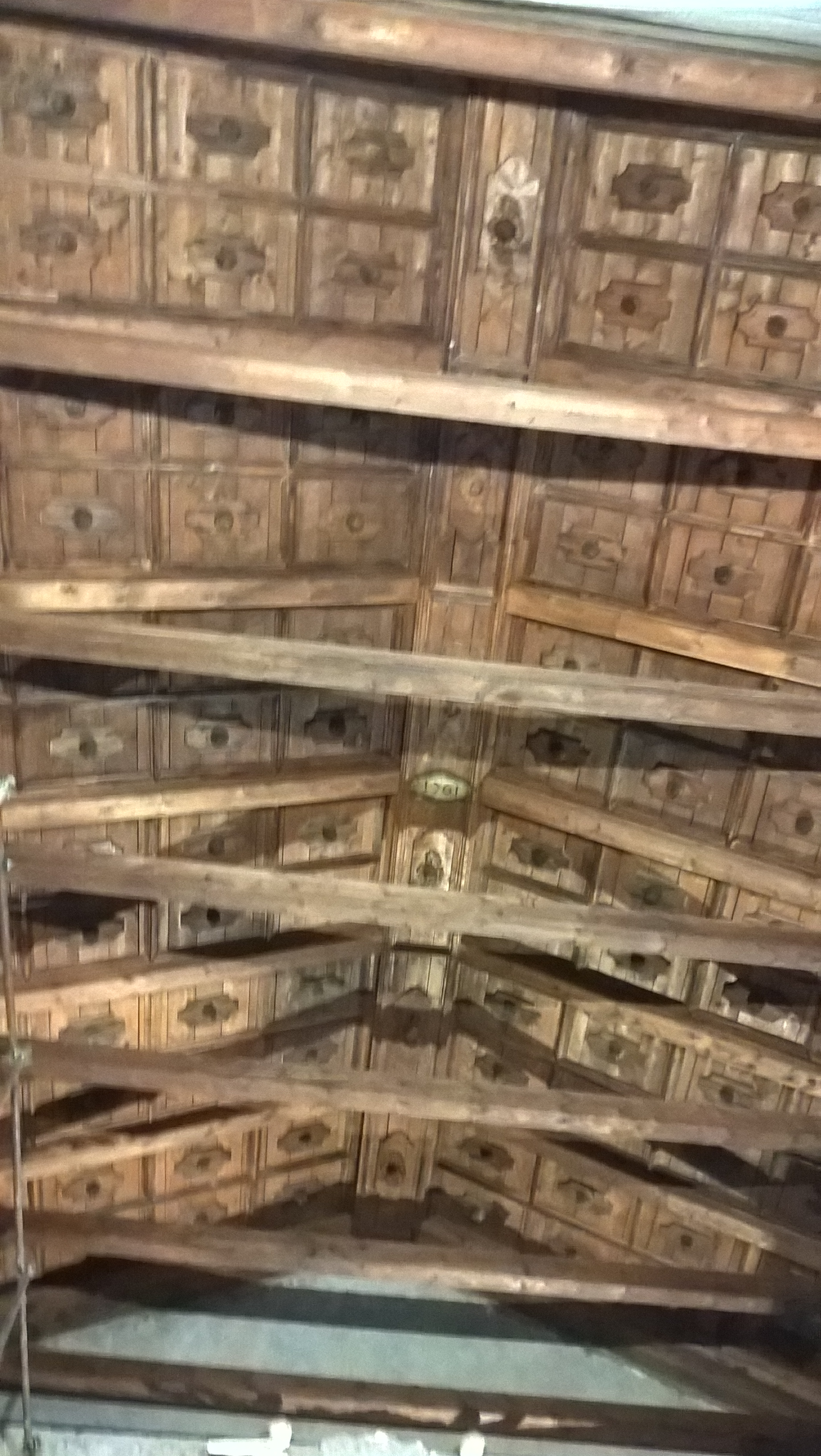
Tetto ligneo a capriate del 1761

## Storia
Edificata anteriormente al 1250 per volontà degli archimandriti messinesi, era la chiesa del Castello di Pentefur. Inizialmente l'edificio era di esigue dimensioni e, secondo un antico manoscritto datato 1308, vi celebravano la Divina Liturgia numerosi sacerdoti di rito greco.
Verso il 1420 la chiesa venne ampliata e si procedette altresì ad impreziosirla con i due attuali portali in stile gotico-siculo-chiaramontano. Durante tutto il Medioevo ed oltre, il non credente che si convertiva al Cristianesimo, secondo una documentata tradizione, doveva salire ginocchioni, in atto di penitenza, i suoi sette gradini, per poi ricevere il sacramento del battesimo.
Fino a tutto il secolo XVIII, secondo fonti archivistiche del 1748, la chiesa era parrocchiale anche se non appare chiaro su quali quartieri si estendesse il suo territorio. 
Documenti storici risalenti al 1624 testimoniano la chiusura al culto, causa inagibilità, di questa chiesa; le celebrazioni sacre avevano luogo nella vicinissima chiesa di Gesù e Maria.
Negli ultimi anni del Seicento (su iniziativa dell'allora cappellano della chiesa, don Vincenzo Miuccio) gli interni del sacro edificio vennero sontuosamente restaurati seguendo lo stile del barocco siciliano; detti lavori si conclusero nel 1701 con la realizzazione di un ricco ciclo pittorico di affreschi tuttora esistenti ma in precarie condizioni di conservazione. 
Nel 1761, poi, si procedette al rifacimento della copertura lignea a capriate che ancora oggi sorregge il tetto; nello stesso periodo vi esercitò le funzioni di parroco il letterato don Antonino Puliatti.
Nel 1996 vennero restaurati il tetto ed il soffitto ligneo interno.
Questo prezioso edificio fu dichiarato monumento nazionale nel 2002. 
Nel mese di agosto 2015, su iniziativa di alcuni giovani savocesi, dell'arciprete don Agostino Giacalone, dell'amministrazione comunale e di varie associazioni, è partito il crowdfunding finalizzato a reperire i fondi necessari a salvare dal degrado gli interni barocchi della chiesa.
Dopo essere rimasta chiusa al culto per decenni, il 29 settembre 2020, solennità di San Michele Arcangelo, conclusi i lavori di restauro degli interni, con solenne celebrazione eucaristica la chiesa è stata riaperta al culto. 

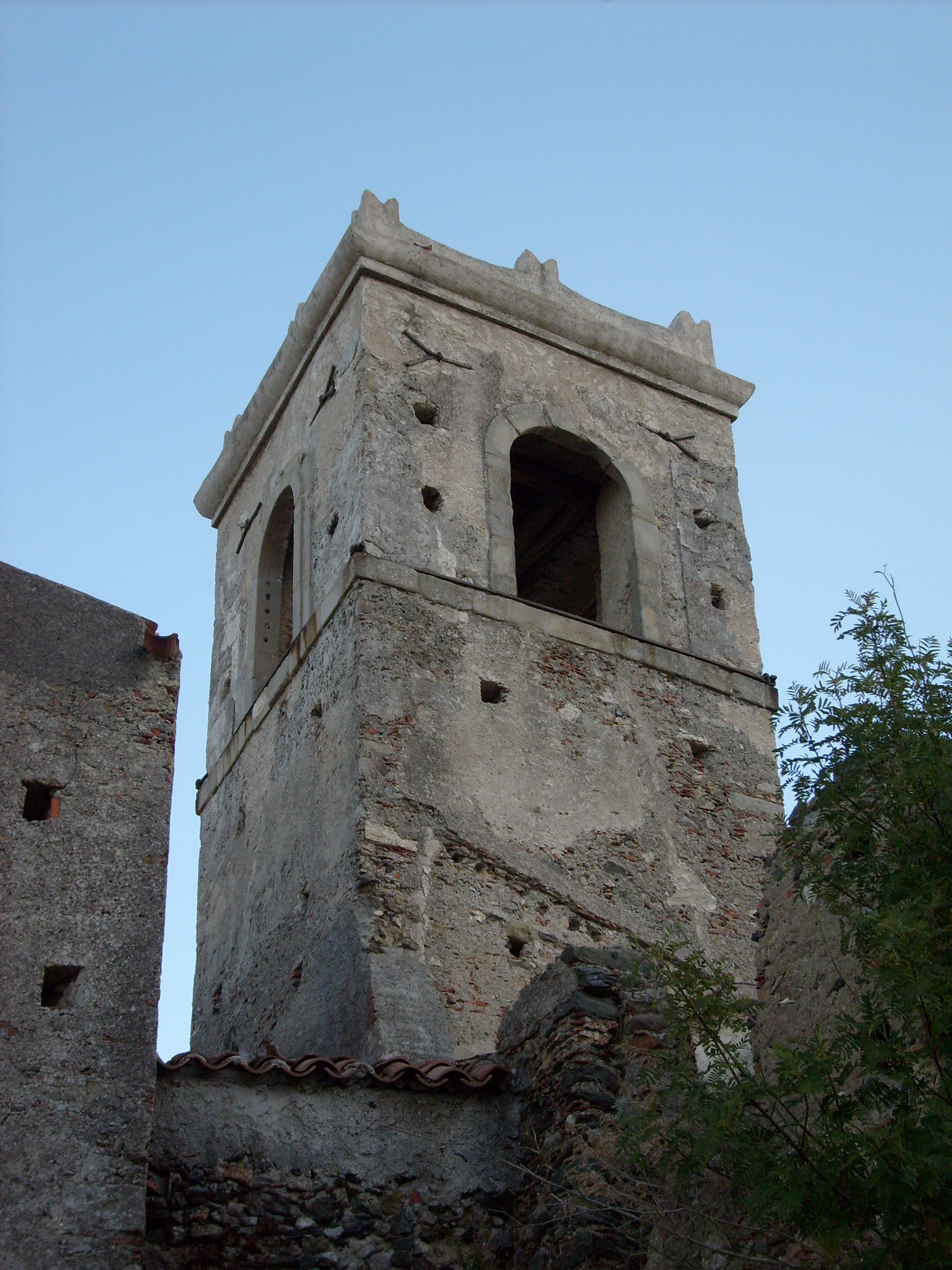
Campanile

## Descrizione

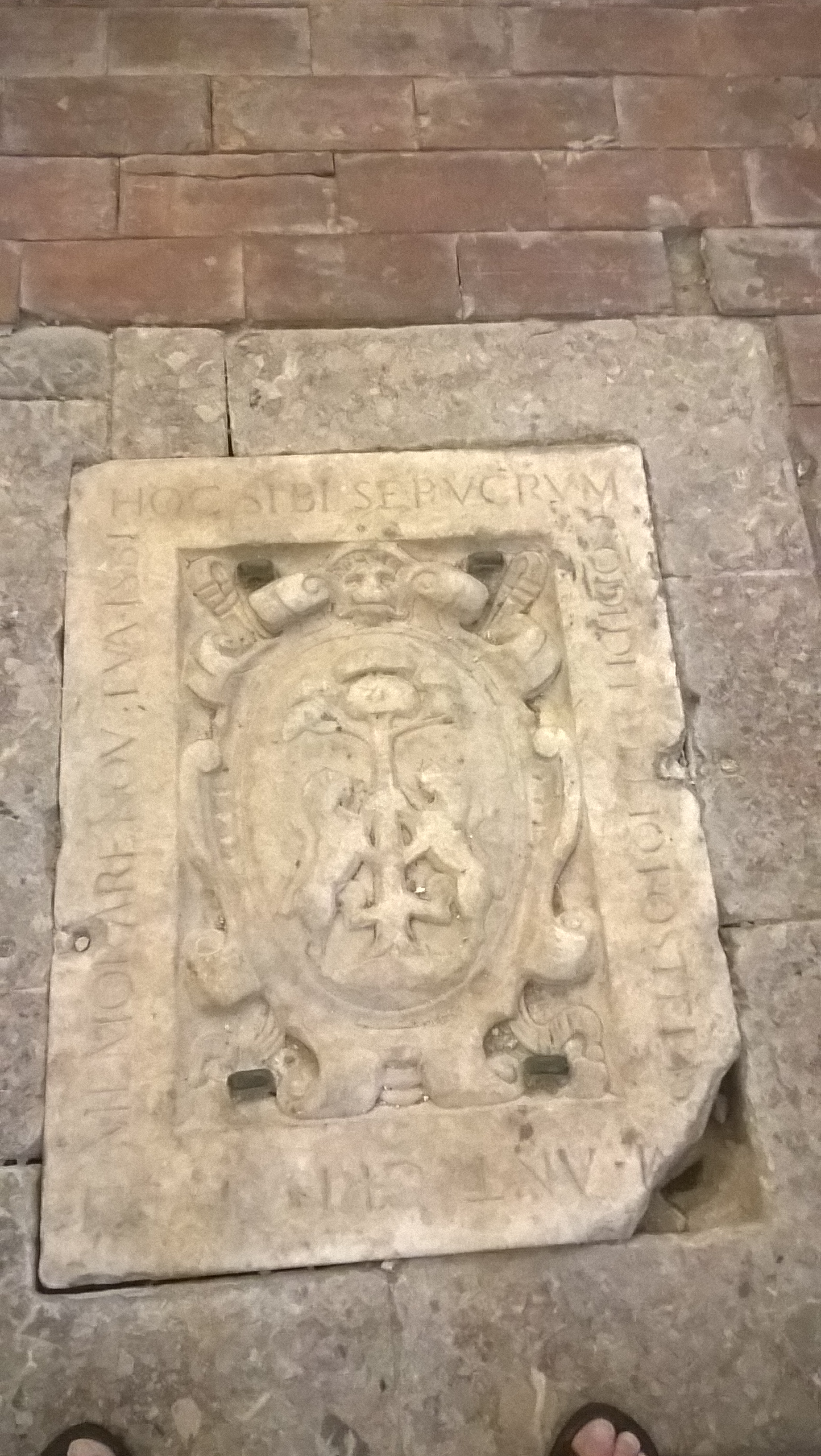
Tomba a botola dei Crisafulli del 1581 con relativo blasone di famiglia

All'interno della chiesa, a navata unica, è possibile ammirare un imponente ciclo pittorico costituito da:
- un prezioso affresco del 1701 raffigurante il Battesimo di Gesù al Fiume Giordano;
- un piccolo affresco che reca l'immagine della Madonna della Lettera risalente al 1701;
- due antichi quadri del 1701 raffiguranti San Michele Arcangelo e i Santi Cosma e Damiano;

ed altre preziose opere quali:
- tre altari barocchi dedicati rispettivamente ai Santi Cosma e Damiano, a Santa Maria dell'Idria e a San Giovanni;
- un pregevole pulpito ligneo settecentesco.
- le tombe di alcuni notabili locali, come quella dei Crisafulli, realizzata nel 1581, e quella della famiglia di Onofrio Cicala, del 1749.
- la torre campanaria[4].

La chiesa è stata riaperta al culto, dopo decenni, nel settembre 2020, ma nel corso degli anni ha ospitato mostre ed altre iniziative culturali. Presso questa chiesa, ogni anno, il giorno prima della festa agostana di Santa Lucia, avviene una sorta di "passaggio delle consegne" tra le "Lucie"; infatti la bambina che l'anno precedente ha impersonato Santa Lucia, consegna a quella dell'anno corrente il ramoscello di palma d'oro; fatto ciò, iniziano i grandi festeggiamenti.
Una lapide, nell'antistante piazzetta, ricorda che in tale luogo venivano tumulati i bambini morti senza battesimo.
A breve distanza da questa antica chiesa, si vedono ancora le rovine di quella che, fino al 1470, fu la sinagoga di Savoca.